# ۴۸۰ (پیش از میلاد)
فتح آتن به دست خشایار شاه
۴۸۰ (پیش از میلاد) ۴۸۰مین سال قبل از تقویم میلادی است.

## رویدادها
نوزدهم اکتبر سال ۴۸۰ پیش از میلاد (۲۷ مهرماه) را روزی نوشته‌اند که خشایارشا شاهنشاه ایران با دولت کارتاژ (تونس امروز و نواحی اطراف آن در شمال آفریقا که رو به روی جزیره سیسیل و پاشنه ایتالیا در ساحل جنوبی مدیترانه قرار گرفته و آثار ابنیه باستانی آن زمان باقی است) پیمان اتحاد بست.

## زادگان
فرمانروایی کوروش بزرگ